# سوءاستفاده‌های یک دون ژوان جوان
سوءاستفاده‌های یک دون ژوان جوان (فرانسوی: Les exploits d'un jeune Don Juan‎) یک فیلم اِروتیک و داستان بلوغ به کارگردانی جانفرانکو مینگوتسی است که در سال ۱۹۸۶ به نمایش درآمد. این فیلم اقتباسی آزاد از رمانی به همین نام اثرِ گیوم آپولینر است.

## بازیگران
- سرنا گراندی
- کلودین اوژه
- مارینا ولادی
- اورلیان رکوان
- الکساندرا وندرنوت
- ویرژینی لدواین
- روفوس